# وگامرغ
وگامرغ یا مرغ وگا (انگلیسی: Vegavis) سرده‌ای از پرندگان منقرض‌شده است که در کرتاسه پسین در جنوبگان می‌زیستند. نام آن‌ها از جزیره وگا گرفته شده است. مرغ‌های وگا نزدیک‌ترین خویشاوندان اردک‌ها و غازها هستند اما نیای مستقیم آن‌ها به‌شمار نمی‌آیند.